# Nesselsdorfer Wagenbau-Fabriks-Gesellschaft

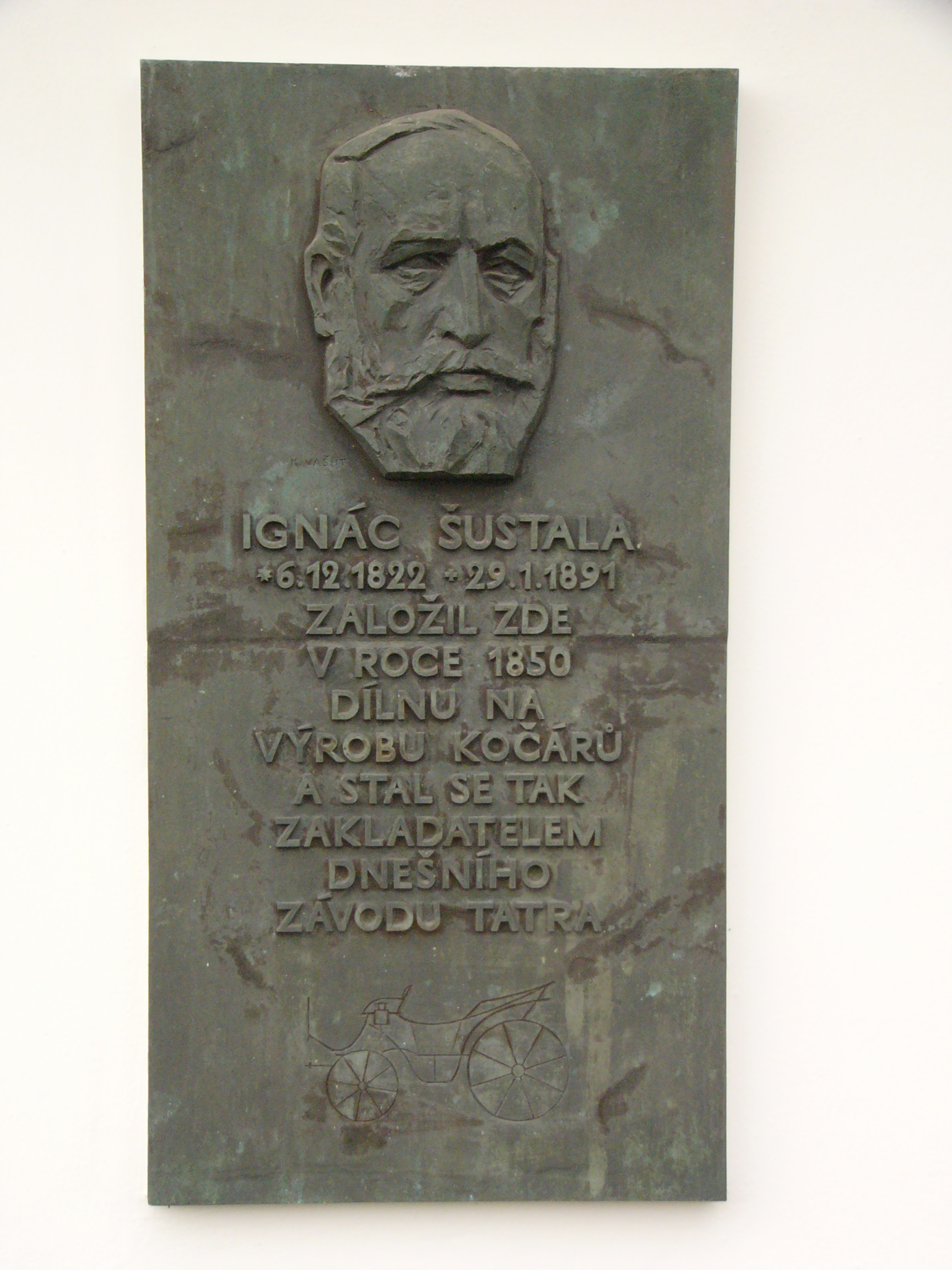
Gedenktafel für Ignác Šustala in Kopřivnice

Die Nesselsdorfer Wagenbau-Fabriks-Gesellschaft (1850–1923) war ein Stellmacherbetrieb in Nesselsdorf (heute Kopřivnice) in Mähren (damals Österreich, ab 1918 Tschechoslowakei). Dort wurden anfangs Kutschen, später auch Eisenbahnwaggons und Automobile hergestellt. Seit 1923 produziert dort der Nachfolger Tatra.

## Geschichte
Gegründet wurde der Betrieb im Jahre 1850 von Ignaz Schustala d. Ä. (tschechisch Ignác Šustala) (1822–1891) und Adolf Raschka d. Ä. als Kutschenfabrik Ignaz Schustala & Comp. Zunächst wurden Wagen und Kutschen produziert, z. B. der nach der nächsten Kreisstadt Neutitschein benannte Neutitscheinka.
Das Unternehmen Schustala wurde mit einem k. k. Privileg ausgestattet. Bereits ab 1856 gab es Verkaufsstellen der Firma in Lemberg, Ratibor, Breslau, Wien, Prag, Berlin, Czernowitz und Kiew. Seit 1882 wurden auch Eisenbahnwagen hergestellt. Inzwischen hatte Ignazs Sohn Adolf Schustala die Werksleitung übernommen. 1890 kam der Eisenbahningenieur Hugo Fischer von Röslerstamm als Leiter des Waggonbaus in die Firma und der Betrieb wurde in eine Aktiengesellschaft namens Nesselsdorfer Wagenbau-Fabriks-Gesellschaft umgewandelt (Gründungskapital: 2 Mio. Kronen). 1891 starb Ignaz Schustala und vier Jahre später schied auch Adolf Schustala aus dem Unternehmen aus und verkaufte, ebenso wie seine Brüder Ignaz jun. und Josef, seinen Aktienbesitz.

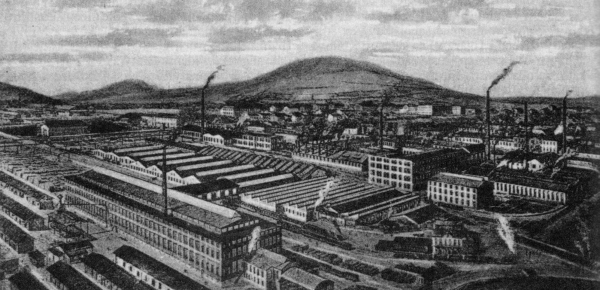
Die Fabrik im Jahr 1910

Als 1897/1898 das erste Automobil der Marke auf den Markt kam, war keiner der Gründerfamilie mehr an der Firma beteiligt. Dieses Fahrzeug, der „Nesselsdorfer Präsident“, entstand nach dem Vorbild der ersten Benz-Motorwagen und hatte eine Karosserie, die an die Nesselsdorfer Kalesche „Mylord“ angelehnt war. Es war, abgesehen vom Wagen des Siegfried Marcus – ein Prototyp aus dem Jahr 1888 (oder später) – das erste Automobil Österreich-Ungarns. An seiner Konstruktion war – neben den Ingenieuren Edmund Rumpler und Karl Sage und dem Obermeister Leopold Sviták – auch Hans Ledwinka beteiligt. Auf der „Collectivausstellung österreichischer Automobilbauer“ – im Rahmen der Kaiser-Franz-Joseph-Jubiläumsausstellung von 1898 – wurde der Präsident zusammen mit dem Egger-Lohner Elektromobil, dem 6 HP Lohner-Wagen und eben dem Marcus-Wagen, den man damals bereits als historisches Fahrzeug ansah, einer breiten Öffentlichkeit präsentiert. Nach Ende der Ausstellung blieb das Fahrzeug in Wien und diente dem ÖAC als Fahrschulfahrzeug. Seit 1919 steht es im Technischen Nationalmuseum in Prag.
1898 folgte der erste Lastwagen. Kurz vor dem Ersten Weltkrieg gab es 5.300 Arbeiter und 350 Angestellte in der Nesselsdorfer Firma, die im Krieg auch der Kriegsindustrie diente. Mit zwei Modellen des Nesseldorf T für Kaiser Karl I. wurde das Unternehmen k.u.k Hoflieferant.
Die veränderte politische Situation in der 1918 entstandenen Tschechoslowakei erschwerte das Eisenbahngeschäft der Nesselsdorfer Wagenbau AG, die sich nun „Kopřivnická vozovka as“ nannte. Das Unternehmen schloss sich 1923 mit dem Konkurrenten Ringhoffer AG in Prag-Smíchov unter Hans Ringhoffer zusammen. Die neue Gesellschaft hieß „Ringhoffer-Tatra AG“ nach der slowakischen Hohen Tatra. Hans Ledwinka war nach mehreren Zwischenspielen bei anderen Automobilfabriken in Nesselsdorf als Chefkonstrukteur tätig und entwarf den ersten Wagen der, im Unterschied zur Prager Zentralverwaltung, nun „Tatra-Werke“ genannten Fabrik.

## Schienenfahrzeuge
Neben Straßenfahrzeugen stellte das Unternehmen alle Arten von Eisenbahn- und Straßenbahnwagen in größeren Stückzahlen her. So beispielsweise um 1900 insgesamt 162 Exemplare der Wiener Dampfstadtbahnwagen, später auch Fahrzeuge für die Straßenbahn Wien. Zu den Kunden zählten in- wie ausländische Bahngesellschaften wie die k.k. österreichischen Staatsbahnen, die Kaiser Ferdinands-Nordbahn, die Bulgarischen Staatsbahnen, die Chemins de Fer Orienteaux oder sogar die südamerikanische Estrada de Ferro Central do Brasil. Auch die mährisch-schlesischen Lokalbahnen wie die Schlesischen Landeseisenbahnen und die Lokalbahn Mährisch Ostrau-Karwin deckten ihren Fahrzeugbedarf in Nesselsdorf. Für die Compagnie Internationale des Wagons-Lits wurden mehrere Teakholzwagen gebaut. Prunkstücke waren luxuriöse Salonwagen für Staats- und Privatbahnen sowie betuchte Privatpersonen, wie der Salonwagen LI für Nathaniel Freiherr von Rothschild (1906).
Auf der Südtiroler Rittner Bahn fährt noch heute der 1910 für die Lokalbahn Dermulo–Mendel gebaute Triebwagen Alioth 105.

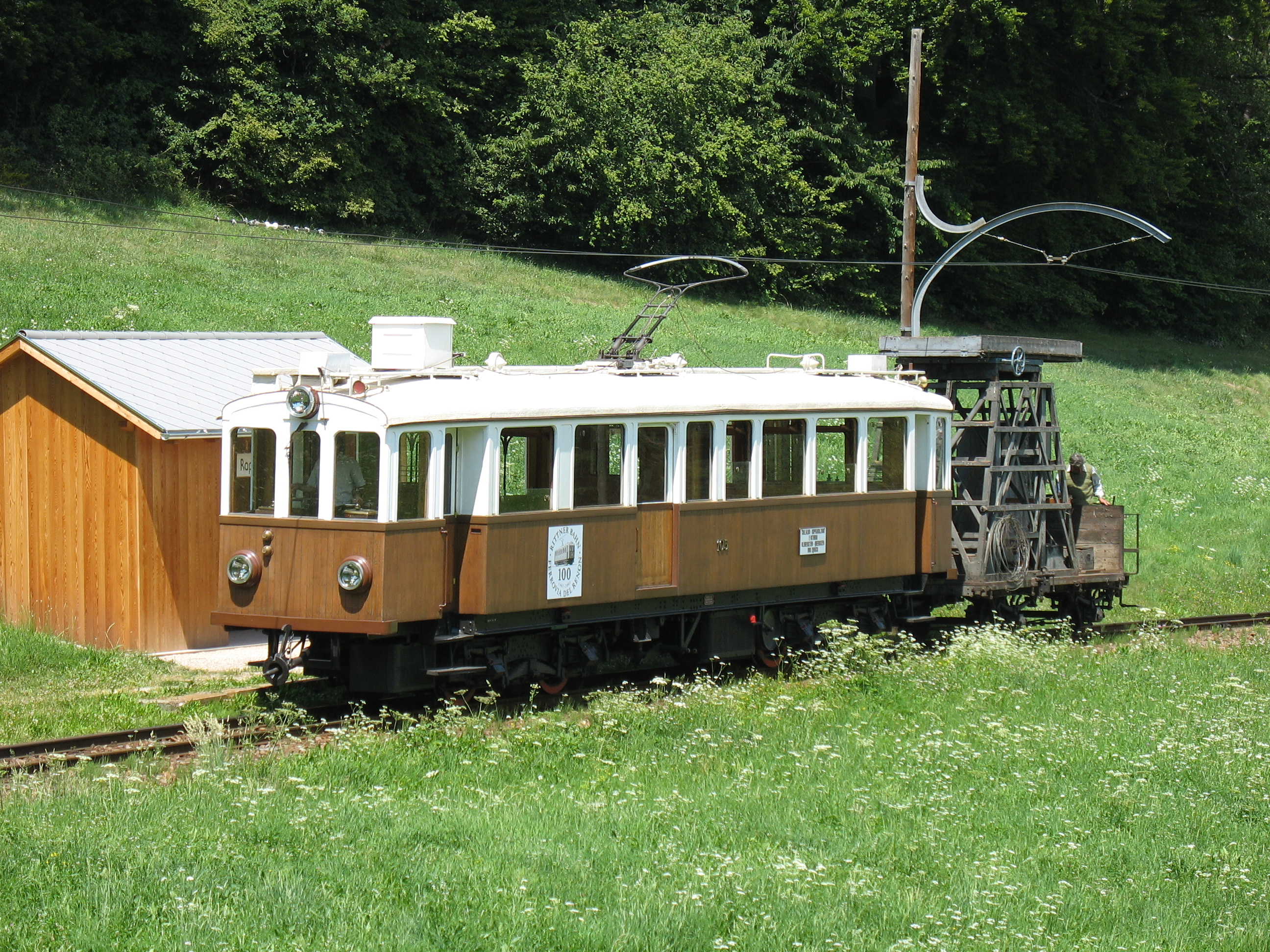
Triebwagen Alioth 105 der Rittner Bahn
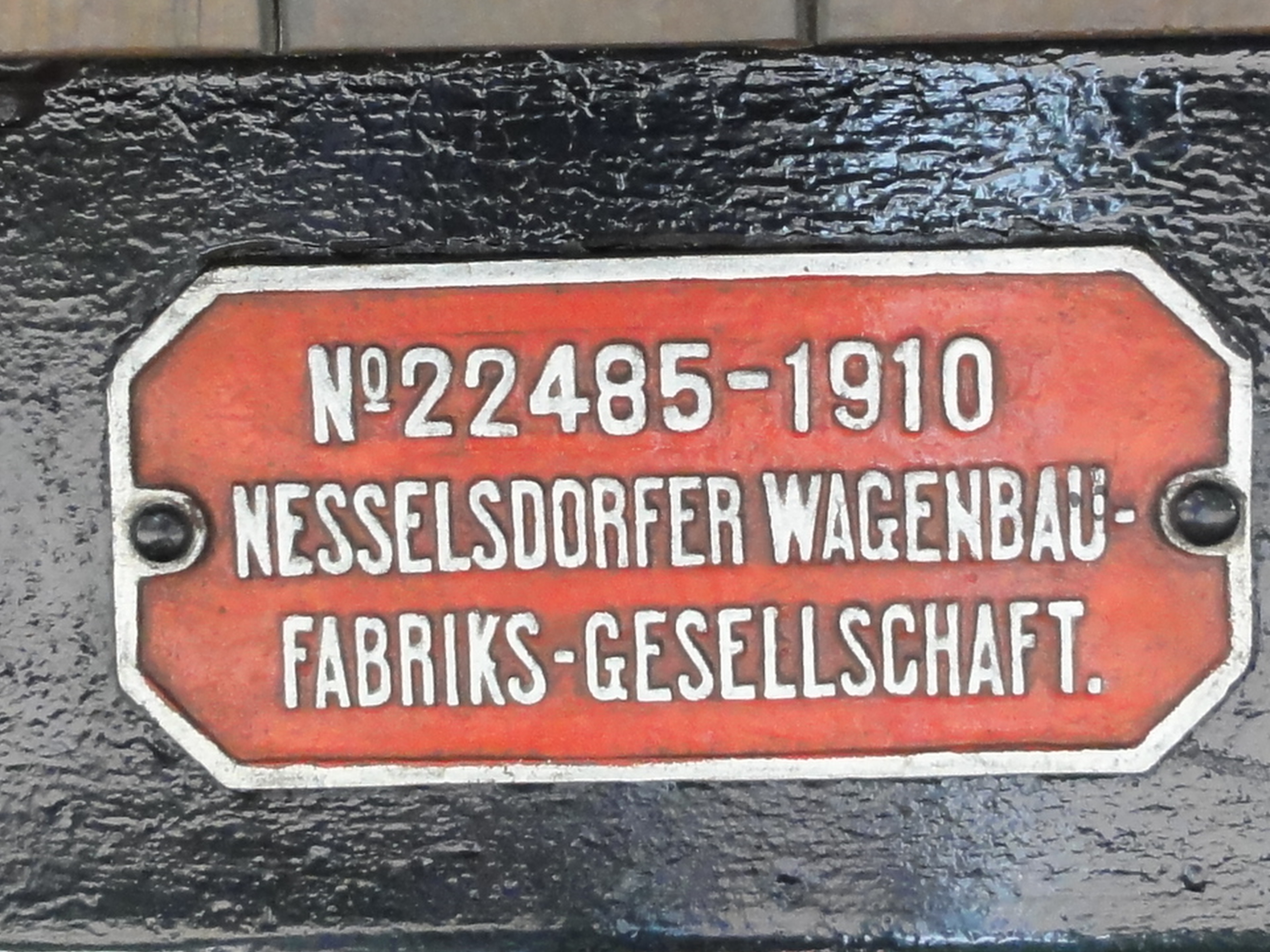
Fabrikschild am Triebwagen 105 der Rittner Bahn
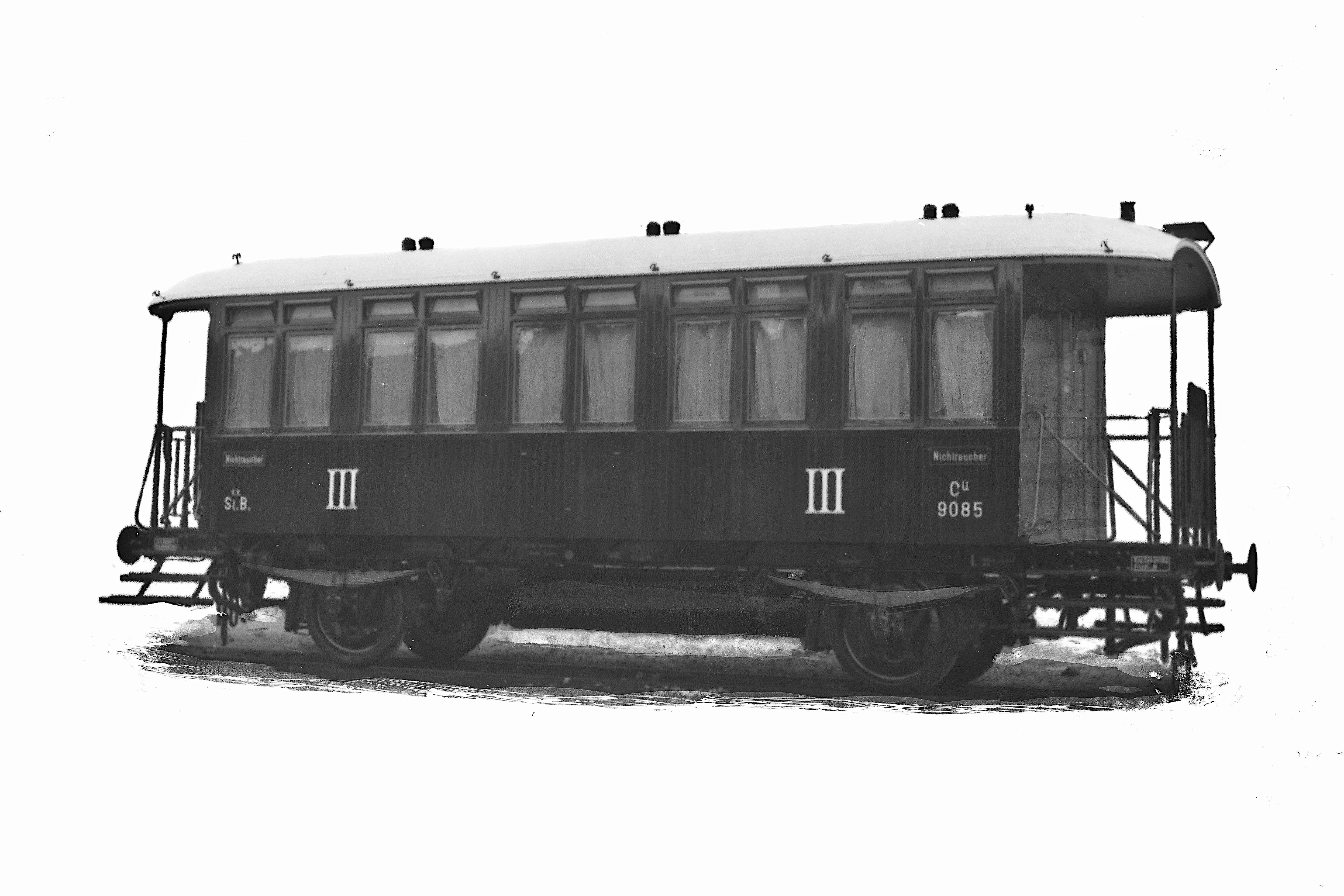
Wagen III. Klasse für die Wiener Stadtbahn
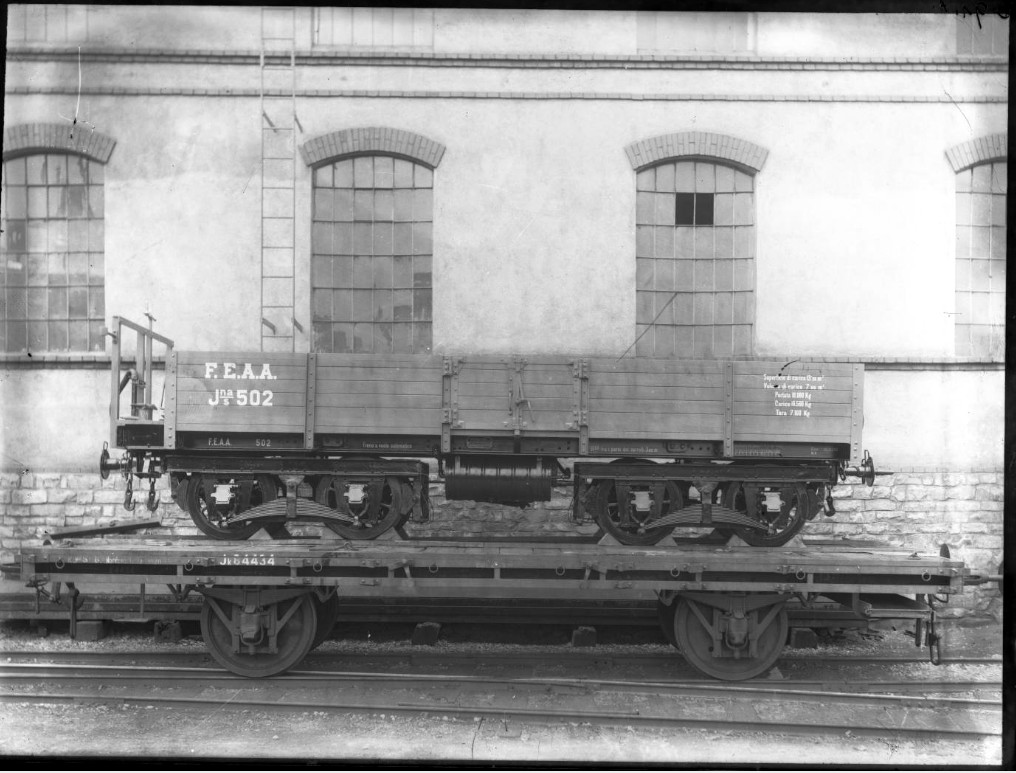
Güterwagen der F.E.A.A.
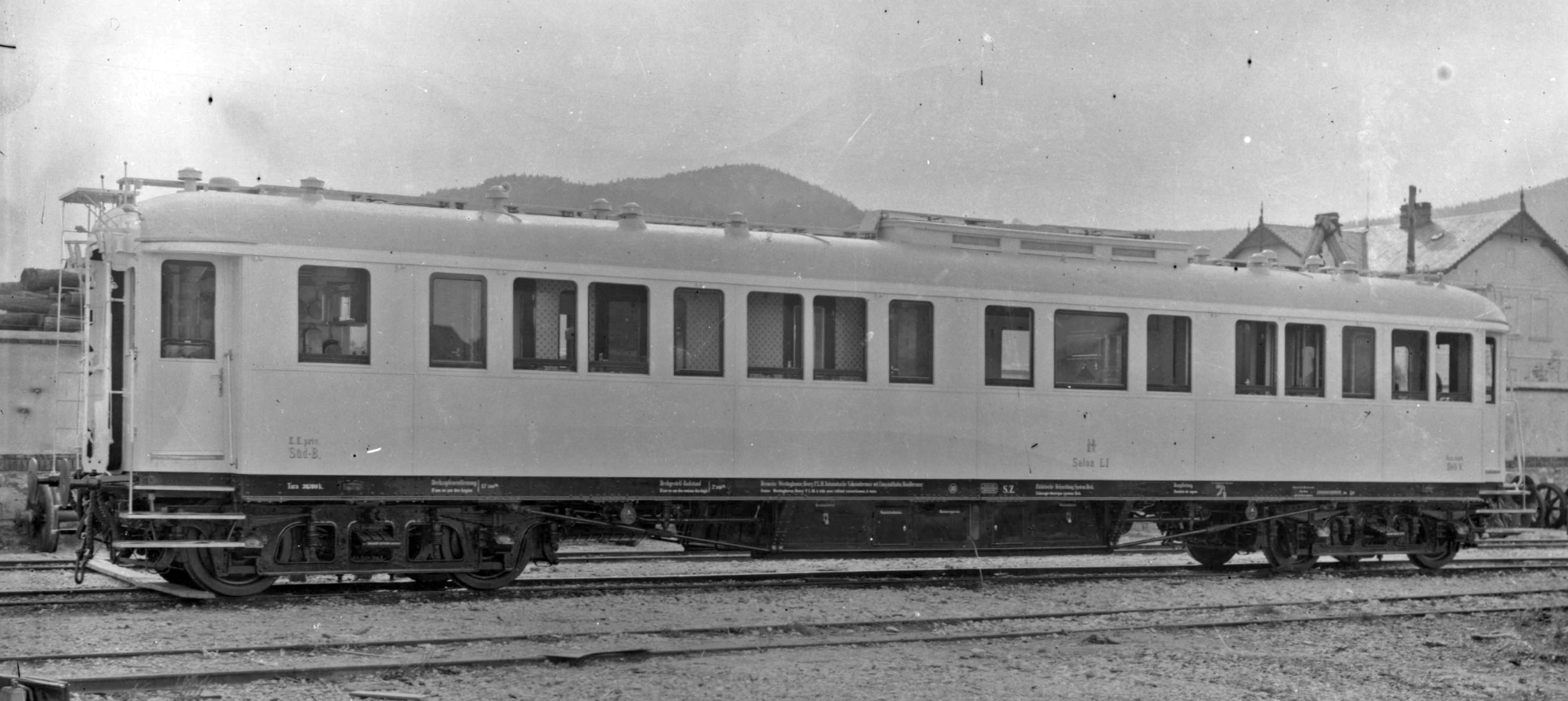
Salonwagen LI (1903) für Nathaniel Meyer von Rothschild
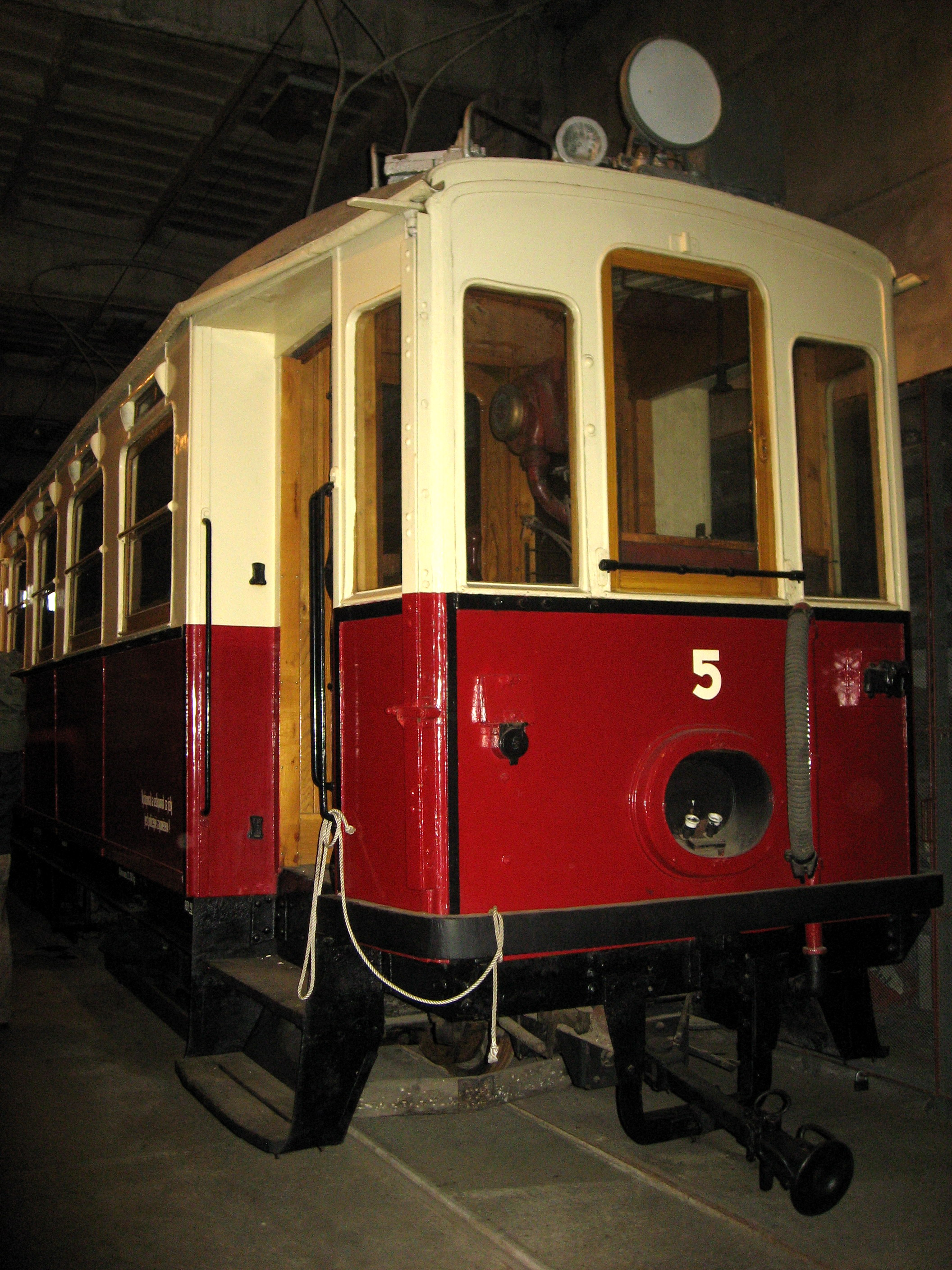
Triebwagen 5 der Schlesischen Landeseisenbahnen

## Automodelle

### PKW-Modelle

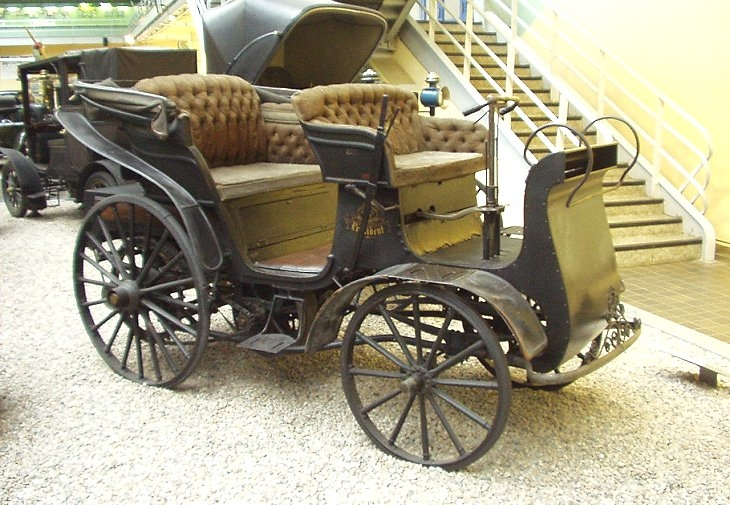
Nesselsdorfer Präsident (1897)

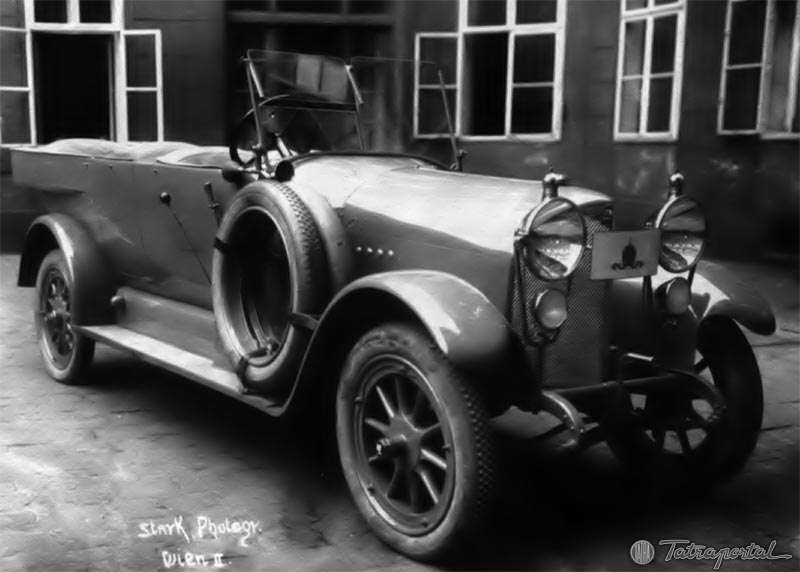
Nesselsdorf T als „Militärauto“ Kaiser Karls I. (1917)

| Typ               | Bauzeitraum          |
| ----------------- | -------------------- |
| Präsident         | 1897                 |
| Präsident II      | 1899                 |
| Typ A Vierer      | 1900                 |
| Typ A Vierer II   | 1900                 |
| Typ Rennwagen     | 1900                 |
| Typ Elektromobil  | 1900                 |
| Typ A Modell 1901 | 1900–1901            |
| Typ Neuer Vierer  | 1901–1902            |
| Typ Zweier        | 1901–1902            |
| Typ B             | 1902–1904            |
| Typ C             | 1902–1905            |
| Typ D             | 1902–1905            |
| Typ E             | 1904–1906            |
| Typ F             | 1906                 |
| Typ J 30          | 1906                 |
| Typ L             | 1906–1911            |
| Typ S 4 16/20 PS  | 1906–1911            |
| Typ J 40          | 1907–1908, 1910–1911 |
| Typ S 4 20/30 PS  | 1910–1916            |
| Typ S 6 40/50 PS  | 1910–1914            |
| Typ T             | 1914–1925            |
| Typ U             | 1914–1925            |

### LKW-Modelle und Omnibusse

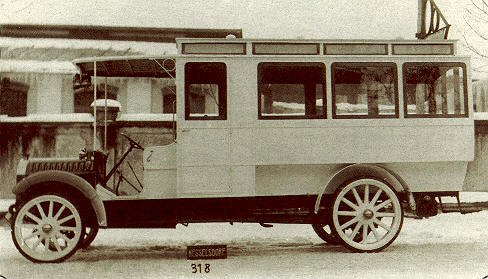
Nesselsdorf L

| Typ                  | Bauzeitraum |
| -------------------- | ----------- |
| erster LKW Prototyp  | 1898        |
| zweiter LKW Prototyp | 1909        |
| Typ k                | 1909–1911   |
| Typ M                | 1909–1911   |
| Typ R                | 1908        |
| Typ O                | 1907–1909   |
| Typ SO               | 1910–1914   |
| Typ TO               | 1920–1928   |
| Typ T14/40 Prototyp  | 1914        |
| Typ TL2              | 1915–1924   |
| Typ TL4              | 1916–1924   |